# Asparagus gharoensis
Asparagus gharoensis — вид рослин із родини холодкових (Asparagaceae).

## Біоморфологічна характеристика
Це розкидистий кущ ≈ 180 см заввишки. Стебло та старші гілки дерев'янисті, попелясто-сірі, жорсткі, молодші гнучкі, трав'янисто-зелені, помітно смугасті, смуги шершаві. Листки лускоподібні трикутно-яйцеподібні, гострі чи яйцювато-загострені, завдовжки 6 мм і більше. Кладодії до 35 мм завдовжки, зібрані в пучки по 3–8, міцні, лінійні. Квітки пазушні, до 12 в кластері. Квітконіжки ниткоподібні, 3–5 мм. Оцвітина 4–5 мм завдовжки, сегменти ланцетні з сильною середньою жилкою. Тичинок 6. Ягода у діаметрі 3 мм.

## Середовище проживання
Ендемік півдня Пакистану.
Найімовірніше, що таксон зараз вимер.